# Khabàrovka
|  | No s'ha de confondre amb Khabàrovsk. |

Khabàrovka (en rus: Хабаровка) és un poble de la república de l'Altai, a Rússia, que el 2016 tenia 274 habitants, pertany al districte d'Ongudai.